# 池田20世紀美術館
池田20世紀美術館（いけだ20せいきびじゅつかん、英語: Ikeda Museum of 20th Century Art）は、静岡県伊東市の美術館。公益財団法人池田20世紀美術館により運営されている。

## 概要

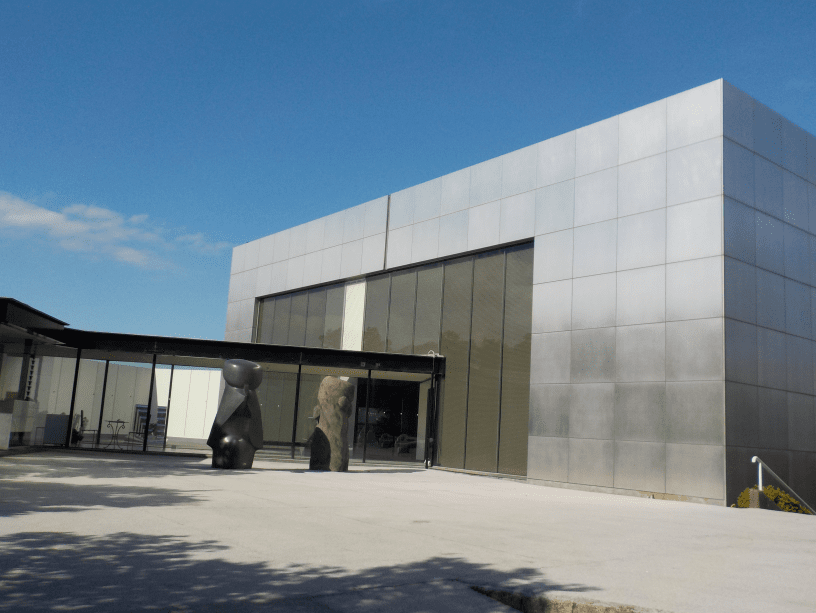
通路と展示室本館

「人間」をテーマに置いた20世紀の現代美術を中心とする私立美術館である。静岡県伊東市十足614に所在する。

## 沿革
1975年、ニチレキの創業者池田英一の手によって設置された。

## 収蔵作品

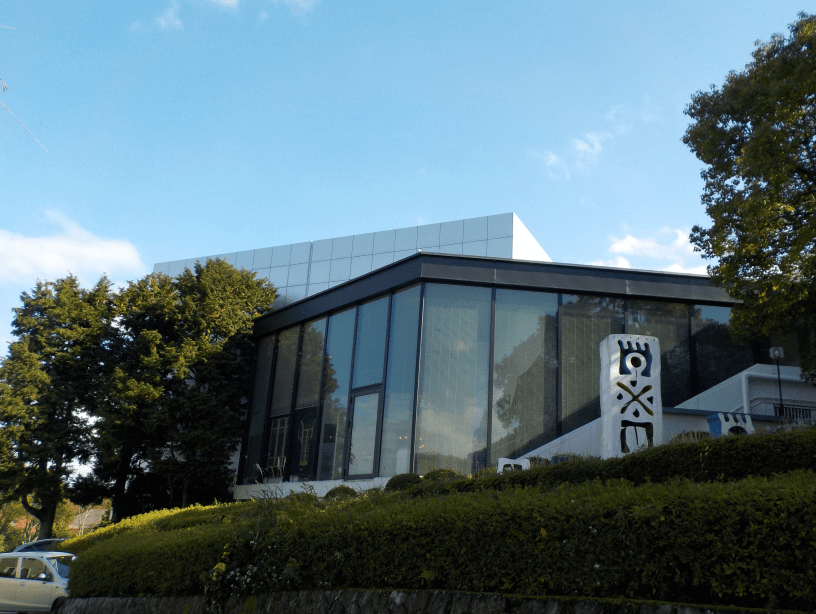
通路と展示室本館

パブロ・ピカソ、マルク・シャガールなど、約1300点を収蔵する。